# Archipsocus gurneyi
Archipsocus gurneyi är en insektsart som beskrevs av Edward L. Mockford 1953. Archipsocus gurneyi ingår i släktet Archipsocus och familjen Archipsocidae. Inga underarter finns listade i Catalogue of Life.